# Николай Малый
Николай Малый (пол. Mikołaj Mały ziębicki, нем. Nikolaus von Münsterberg; 1322/1327 — 23 апреля 1358) — князь Зембицкий из династии Силезских Пястов (1341—1358).

## Биография
Единственный сын князя Болеслава II Зембицкого и Гуты, происхождение которой точно не известно. Получил хорошее образование в монастыре цистерцианцев в Хенрыкуве.
В июне 1341 года после смерти своего отца Болеслава II Николай Малый унаследовал Зембицкое княжество. Сразу же он отправился в Прагу, где 24 августа принес оммаж королю Чехии Иоганну Люксембургскому. Огромные долги, оставленные отцом, заставили Николая 14 октября 1343 года пообещать не продавать никакие из своих владений без согласия своего сюзерена Иоганна Люксембургского. Кроме того, при продаже чешский монарх должен был стать первым из покупателей. Он также согласился, что в случая угасания мужской линии князей Зембицких княжество должно было войти в состав Чешского королевства при условии, что дочерям последнего князя будет обеспечено соответствующее приданое.
Финансовые проблемы уже в 1343 году вынудили князя Николая Малого продать князю Болеславу II Свидницкому за 1 000 гривен серебра город Собутка. Через три года, в 1346 году, за такую же сумму он продал Зомбковице вместе с монастырем в Каменце-Зомбковицки чешскому магнату Генриху фон Гаугвицу. Сочетание благоприятных обстоятельств позволило ему в 1348 году продать эти же владения, на этот раз окончательно, королю Чехии Карлу Люксембургскому за 6 000 гривен. Наконец, в 1350 году Николай Зембицкий продал епископу вроцлавскому Пшецлаву из Пожеголя город Вёнзув. В результате такой политики к концу правления князя Николая Зембицкого под его властью остались только Зембице, Стшелин, Конты-Вроцлавске и Пачкув.
В 1355 году князь Николай Малый сопровождал Карла Люксембургского в поездке в Рим для коронации императором Священной Римской империи. После длительного пребывания в Праге он вернулся в Силезию только в следующем, 1356 году. Между 1357 и 1358 годами князь Николай Малый совершил паломничество в Палестину. На обратном пути он скончался в Венгрии 23 апреля 1358 года. Его останки были доставлены на родину и похоронены в монастыре в Хенрыкуве.

## Семья
До 23 октября 1343 года Николай Малый женился на Агнешке из Лихтенбурка (ум. 16 июля 1370), дочери чешского магната Гинека Крушины из Лихтенбурка. Супруги имели в браке шестерых детей:
- Анна (Людмила) (ок. 1344—1368/1372), муж с 1360 года князь Земовит III Мазовецкий (ок. 1320—1381)
- Болеслав III (1344/1348 — 13 июня 1410), князь Зембицкий (1358—1410)
- Генрих I (ок. 1350 — после 8 августа 1366), князь Зембицкий (1358—1366)
- Агнесса (ок. 1351/1353 — октябрь 1434), аббатиса Ордена Святой Клары в Стшелине
- Гута (ок. 1354 — 2 сентября 1413), аббатиса Ордена Святой Клары во Вроцлаве
- Катарина (ок. 1355/1358 — ок. 1396), монахиня Ордена Святой Клары в Стшелине.